# Szemu’el Ma’oz
Szemu’el Ma’oz, hebr. שמואל מעוז, ang. Samuel Maoz (ur. 23 maja 1962 w Tel Awiwie) – izraelski reżyser i scenarzysta filmowy. Laureat Złotego Lwa na 66. MFF w Wenecji za film Liban (2009). Za kolejny film Fokstrot (2017) otrzymał Grand Prix Jury na 74. MFF w Wenecji.

## Biografia
Szemu’el Ma’oz urodził się w Tel Awiwie 23 maja 1962 roku. Pierwszą kamerę filmową 8 mm otrzymał w wieku 13 lat z okazji swojej bar micwy. Odbył służbę wojskową, biorąc udział w wojnie libańskiej w 1982 roku. Szkołę filmową ukończył w 1987 roku. Swój pierwszy film fabularny Liban nakręcił po dwudziestu latach, w 2009 roku. Obraz otrzymał Złotego Lwa na festiwalu w Wenecji. Kolejnym nagradzanym pełnometrażowym filmem Ma’oza był Fokstrot z 2017 roku. Obraz był oficjalnym kandydatem Izraela do Oscara, zdobywając wcześniej aż osiem Ofirów od Izraelskiej Akademii Filmu i Telewizji.

## Filmografia
- The Insufferable Lightness (film dokumentalny, 2005)
- Liban (2009)
- Fokstrot (2017)

## Wybrane nagrody
66. MFF w Wenecji (2009)
- Złoty Lew: Liban

Europejska Nagroda Filmowa (2010)
- Europejska Nagroda Filmowa dla odkrycia roku: Liban